# Hadennia ornata
Hadennia ornata là một loài bướm đêm trong họ Noctuidae.